# Elektroanalyse
Onder de term elektroanalyse wordt in de analytische chemie een aantal analysetechnieken samengevat waarbij de interactie tussen elektriciteit enerzijds en te analyseren componenten anderzijds de basis vormen voor het analytische resultaat.
In de elektriciteitsleer zijn er drie grootheden die regelmatig terugkeren in de beschrijving: potentiaal, stroomsterkte en weerstand. De wet van Ohm is hiervan het voorbeeld waarin alle drie de grootheden een rol spelen. In de analytische chemie wordt in plaats van de weerstand vaak met de geleidbaarheid gewerkt. Geleidbaarheid is echter gelijk aan 1/weerstand, dus een echt andere grootheid is het niet. De elektroanalyse kan verdeeld worden in de volgende onderdelen:
- Potentiometrie: potentiaalmeting, vooral als eindpuntsbepaling bij titraties en als meting van de pH (zuurgraad).
- Conductometrie: geleidbaarheidsmeting, vooral ter controle bij de bereiding van demiwater, soms als eindpuntsbepaling bij titraties.
- Polarografie of voltammetrie: stroomsterktemeting, zowel voor kwalitatieve- als kwantitatieve analyse bruikbaar. De stroomsterkte wordt bepaald door reacties aan een van de elektroden in de oplossing.
- Biamperometrie: stroomsterktemeting, vooral gebruikt als eindpuntbepaling in titraties. Reacties aan beide elektroden bepalen de stroomsterkte.
- Coulometrie: ladingmeting, een vorm van titreren waarbij de titrant niet in de vorm van een oplossing maar met behulp van een elektrolyse-reactie wordt toegevoegd.